# Cerapachys crassus
Cerapachys crassus är en myrart som först beskrevs av Clark 1941.  Cerapachys crassus ingår i släktet Cerapachys och familjen myror. Inga underarter finns listade.